# Cyril Slater
Cyril Seely Slater, surnommé Sig Slater, (né le 27 mars 1897 à Montréal, dans la province de Québec au Canada - mort le 26 octobre 1969 à Montréal) est un joueur amateur canadien de hockey sur glace. En 1924, il fait de partie l'équipe du Canada, médaillée d'or aux Jeux olympiques de Chamonix.

## Carrière de joueur
Joueur amateur, membre régulier des Victorias de Montréal entre 1916 et 1933, Sig Slater intègre l'effectif des Granites de Toronto, alors tenants de la Coupe Allan, en vue des Jeux olympiques d'hiver de 1924, organisés à Chamonix en France, où ils représentent le Canada. Comptant parmi ses membres Harry Watson, future membre du Temple de la renommée du hockey, l'équipe domine aisément ses adversaires, remportant cinq victoires en autant de parties disputées et inscrivant un total de 110 buts, Slater en étant l'auteur de quatre. Le Canada remporte ainsi sa seconde médaille d'or en autant de tournois joués.
Après avoir mis un terme à ses activités de joueur, Slater s'installe en Norvège